# Barauni IOC Township
Barauni IOC Township is een census town in het district Begusarai van de Indiase staat Bihar. 

## Demografie
Volgens de Indiase volkstelling van 2001 wonen er 13825 mensen in Barauni IOC Township, waarvan 55% mannelijk en 45% vrouwelijk is. De plaats heeft een alfabetiseringsgraad van 77%. 